# Daniel Curtis Lee
Daniel Curtis „Dan” Lee (ur. 17 maja 1991 w Jackson w stanie Missisipi) – amerykański aktor i raper. Występował w roli Koja w serialu Zeke i Luther. Dwukrotnie nominowany do Nagrody Młodych Artystów.

## Życiorys

### Wczesne lata
Urodził się w Jackson, w stanie Missisipi jako syn Sharial C. Lee i Nathaniela Lee Seniora. Wychowywał się w Clinton w Missisipi wraz ze starszym bratem Nathanielem Van Lawrence Lee Juniorem (ur. 10 września 1989) i siostrą. W wieku siedmiu lat występował w szkolnych przedstawieniach i spektaklach wystawianych w miejscowym teatrze w Clinton w Missisipi. W szkole średniej został kapitanem drużyny futbolu amerykańskiego, w której grał na pozycji środkowego wspomagającego.

### Kariera ekranowa
Mając dziesięć lat trafił przed kamery jako uczeń w dramacie Dom rodzinny (The Rising Place, 2001) z Liamem Aikenem, Frances Fisher i Tess Harper. Jako 11-latek w Long Beach w Kalifornii dostał swoją pierwszą główną rolę w hollywoodzkim filmie fabularnym jako zły chłopiec w komediodramacie Kolejny piątek (Friday After Next, 2002) u boku Ice’a Cube’a i Mike’a Eppsa.
Gościł też w innych serialach, w tym nadawanym przez stację CBS Sądzie najwyższym (First Monday, 2002) obok Joego Mantegny i Jamesa Garnera czy FX Networks The Shield: Świat glin (The Shield, 2003). W sitcomie produkowanym przez kanał Nickelodeon Szkolny poradnik przetrwania (Ned’s Declassified School Survival Guide, 2004-2007) występował w roli Simona „Cookiego” Nelsona-Cooka, za którą w 2007 otrzymał nominację do Nagrody Młodych Artystów za najlepszą rolę drugoplanową. Rola Korneliusa „Koja” Joneswortha w serialu Disney XD Zeke i Luther (Zeke and Luther, 2009-2012) przyniosła mu w 2011 kolejną nominację do Nagrody Młodych Artystów.

### Działalność muzyczna
W wieku czterech lat Lee zaczął śpiewać razem ze swoim bratem Nathanielem Juniorem w chórach gospel. W 2004 bracia wydali swój pierwszy album z utworami religijnymi i gospel zatytułowany Warmin. Lee odpowiedzialny był za główny wokal, zaś jego brat grał na instrumentach i śpiewał w chórkach.
Daniel Lee opanował grę na gitarze i perkusji i zaczął eksperymentować z różnymi stylami rytmicznymi, dzięki czemu zainteresował się hip-hopem, aby móc dotrzeć do swoich rówieśników. Połączył siły z bratem i razem wydali pierwszy album hiphopowo-popowy; Daniel pod pseudonimem Dan-D napisał słowa do piosenek, do których autorem podkładu muzycznego był jego brat. Był reżyserem i współwykonawcą teledysków do piosenek: Keishy Renee – „Lovers Land” (2013) i Alicii Gwynn – „I Am” (2017).

## Filmografia
Filmy fabularne
| Rok  | Tytuł                                                 | Rola                      | Reżyser                         |
| ---- | ----------------------------------------------------- | ------------------------- | ------------------------------- |
| 2001 | Dom rodzinny (The Rising Place)                       | uczeń                     | Tom Rice                        |
| 2002 | Kolejny piątek (Friday After Next)                    | zły chłopiec 2            | Marcus Raboy                    |
| 2007 | Quiet as Kept (film krótkometrażowy)                  | syn                       | Charles Burnett                 |
| 2011 | Wielkie zawody w Przystani Elfów (Pixie Hollow Games) | Starter Sparrowman (głos) | Bradley Raymond                 |
| 2014 | The Slimbones                                         | QG Slimbone (głos)        | Ron Myrick                      |
| 2015 | The Sound of Magic                                    | Billy Blaster             | Christopher Broe, Basil Mironer |
| 2019 | Evening Installation                                  | Guy Baker                 | Tatiana Sokolova                |
| 2019 | Payment Received                                      | Liam                      | J. Writer Ward                  |

Seriale TV
| Rok       | Tytuł                                                                   | Rola                        | Uwagi                                                                               |
| --------- | ----------------------------------------------------------------------- | --------------------------- | ----------------------------------------------------------------------------------- |
| 2002      | Sąd najwyższy (First Monday)                                            | uliczny kumpel              | odc. „Court Date”                                                                   |
| 2003      | The Shield: Świat glin (The Shield)                                     | Cassius                     | odc. „Dead Soldiers”                                                                |
| 2004-2007 | Szkolny poradnik przetrwania (Ned’s Declassified School Survival Guide) | Simon „Cookie” Nelson-Cook  | 55 odcinków                                                                         |
| 2011      | Powodzenia, Charlie! (Good Luck Charlie)                                | Raymond Blues               | odc. „Let’s Potty” odc. „The Singin’ Dancin’ Duncans”                               |
| 2009-2012 | Zeke i Luther (Zeke and Luther)                                         | Kornelius „Kojo” Jonesworth | 72 odcinki                                                                          |
| 2012      | Glee                                                                    | Phil Lipoff                 | odc. „The New Rachel” odc. „Britney 2.0” odc. „Dynamic Duets” odc. „Glee, Actually” |
| 2015      | Crazy Ex-Girlfriend                                                     | kelner Ike                  | odc. „I’m So Happy That Josh Is So Happy!”                                          |
| 2019      | 9-1-1                                                                   | Rude Handler                | odc. „Christmas Spirit”                                                             |

## Piosenki i wideoklipy
- 2004: „Ned’s Declassified School Survival Guide Theme Song”
- 2009: „Zeke and Luther Theme Song”
- 2009: „U Can’t Touch This”
- 2010: „In the Summertime” (z Adamem Hicksem)
- 2012: „Disney Channel Holiday Playlist”[10]